# Trångboddhet
Trångboddhet är när en person eller ett hushåll har brist på utrymme i sin bostad.
Gränsen för trångboddhet har varierat med olika länders och tiders levnadsstandard.

## Europeiska unionen
Eurostat, den Europeiska unionens statistikorgan, har en definition, som säger att en bostad för att inte vara trångbodd ska ha
- ett gemensamt vardagsrum
- ett sovrum per sammanboende par
- ett sovrum per ensamstående person över 18 års ålder
- ett sovrum per två personer av samma kön av 12–17 års ålder
- ett sovrum per varje ytterligare person av 12–17 års ålder
- ett sovrum per två barn under 12 års ålder

År 2012 var 17,2 % av befolkningen inom EU:s 28 medlemsländer trångbodd. Värst var förhållandena i Rumänien (51,6 %), Ungern (47,2 %), Polen (46,3 %), Bulgarien (44,5 %) och Kroatien (44,1 %). Bäst var förhållandena i Belgien (1,6 %), Nederländerna (2,5 %) och Cypern (2,8 %). Av Sveriges befolkning var omkring 10 % trångbodda enligt denna definition, vilket gav 15:e platsen bland de 28 länderna.

## Norge
År 2011 hade 12 % av bostäderna i Norge mindre än 30 kvadratmeter per boende och i huvudstaden Oslo var den andelen 22 %. Oslo kommun räknar trångboddhet som mindre än 20 kvadratmeter per boende, något som gäller 8 % av huvudstadens bostäder.
Som trångbodd räknas den som inte bor ensam i ett rum eller i en bostad med färre sovrum än boende. Av norrmännen bodde 16 % trångt år 1980, 8 % år 1991, 8 % år 1997 och 6 % år 2004.

## Sverige
I Sverige har tre normer använts, som alla utgår från antalet rum, oavsett deras ytstorlek i kvadratmeter.
| Definition | Definierad           | Undantagna ur beräkningen | Invånare per sovrum                  | Andel av hushållen som var trångbodda | Andel av hushållen som var trångbodda | Andel av hushållen som var trångbodda | Andel av hushållen som var trångbodda | Andel av hushållen som var trångbodda |
| Definition | Definierad           | Undantagna ur beräkningen | Invånare per sovrum                  | 1945                                  | 1960                                  | 1975                                  | 1985                                  | 2002                                  |
| ---------- | -------------------- | ------------------------- | ------------------------------------ | ------------------------------------- | ------------------------------------- | ------------------------------------- | ------------------------------------- | ------------------------------------- |
| Norm 1     | 1940-talet           | Kök, badrum               | 2                                    | 30 %                                  | 13 %                                  | 1 %                                   | -                                     | -                                     |
| Norm 2     | mitten av 1960-talet | Kök, badrum, vardagsrum   | 2                                    | -                                     | 43 %                                  | 7 %                                   | 4 %                                   | -                                     |
| Norm 3     | 1974                 | Kök, badrum, vardagsrum   | 1 individ eller 2 sammanboende vuxna | -                                     | -                                     | -                                     | 15 %                                  | 15 %                                  |

Den första definitionen, kallad "trångboddhetsnorm 1", gavs på 1940-talet. Enligt den räknades ett hushåll som trångbott om det bodde fler än två personer per rum, köket oräknat. I ett hus eller en lägenhet med tre sovrum, vardagsrum, badrum och kök (4 rum och kök) kunde alltså åtta personer bo. Andelen trångbodda svenska hushåll enligt norm 1 var 30 % år 1945, 13 % år 1960 och 1 % år 1975.
Norm 2, som är från mitten av 1960-talet när miljonprogrammet inleddes, undantog både köket och ett vardagsrum ur räkningen. I övriga sovrum kunde två personer bo utan att hushållet ansågs trångbott. Andelen trångbodda svenska hushåll enligt norm 2 var 43 % år 1960, 7 % år 1975 och 4 % år 1985.
Boendeutredningen 1974 angav "norm 3", som fortfarande 2014 används av Boverket och Statistiska centralbyrån. Norm 3 definierar trångboddhet som att det finns mindre än ett rum för varje boende eller två samboende, utöver kök, badrum och vardagsrum. I en lägenhet med 3 sovrum, vardagsrum, badrum och kök (4 rum och kök) kan det alltså bo två sammanboende vuxna (i ett sovrum) och två barn (i varsitt sovrum) utan att hushållet kallas trångbott. Från mitten av 1980-talet och ännu år 2002 var 15 procent av de svenska hushållen trångbodda enligt norm 3. Av dessa är två tredjedelar ensamboende som bor i enrumslägenhet utan särskilt vardagsrum.
Man kan notera att Eurostat räknar hur många personer som bor i trångbodda hushåll, medan den svenska statistiken räknar hur många hushåll som är trångbodda. Ingendera räknar graden av trångboddhet; det spelar ingen roll om det bor tre eller fem personer per sovrum.